# Tour d'Espagne 1997
La 52e édition du Tour d'Espagne s'est déroulée du 6 au 28 septembre, entre Lisbonne (Portugal) et Madrid. Il fut remporté par le Suisse Alex Zülle (ONCE). Cette édition a compté 22 étapes pour un total de 3 773 kilomètres. La moyenne générale du vainqueur s'est élevée à 41,334 km/h.

## Participation

### Equipes
| Groupes sportifs I (15)- Asics-CGA - Banesto - Casino, c'est votre équipe - Cofidis-Le Crédit par Téléphone - Gan - Kelme-Costa Blanca-Eurosport - Festina-Lotus - Mapei-GB - Rabobank - Refin-Mobilvetta - TVM-Farm Frites - Saeco-Estro - Scrigno-Gaerne - US Postal Service - ONCE Groupes sportifs II (7)- Aki-Safi - Brescialat-Oyster - Cantina Tollo-Carrier - Estepona - Cafés Toscaf - Euskadi - Maia-CIN - Telecom-Flavia |
| |

## Étapes
| N°  | Date     | Villes étapes                          | km       | Vainqueur d'étape          | Leader du classement général |
| 1re | 6 sept.  | Lisbonne - Estoril                     | 155      | Lars Michaelsen            | Lars Michaelsen              |
| 2e  | 7 sept.  | Évora - Vilamoura                      | 225      | Marcel Wüst                | Lars Michaelsen              |
| 3e  | 8 sept.  | Loule - Huelva                         | 173      | Marcel Wüst                | Lars Michaelsen              |
| 4e  | 9 sept.  | Huelva - Jerez de la Frontera          | 192      | Eleuterio Anguita          | Fabrizio Guidi               |
| 5e  | 10 sept. | Jerez de la Frontera - Malaga          | 230      | Marcel Wüst                | Lars Michaelsen              |
| 6e  | 11 sept. | Malaga - Grenade                       | 147      | Laurent Jalabert           | Laurent Jalabert             |
| 7e  | 12 sept. | Guadix - Sierra Nevada                 | 219      | Yvon Ledanois              | Laurent Dufaux               |
| 8e  | 13 sept. | Grenade - Cordoue                      | 176      | Bart Voskamp               | Laurent Dufaux               |
| 9e  | 14 sept. | Cordoue                                | 35 (CLM) | Melchor Mauri              | Alex Zülle                   |
| 10e | 15 sept. | Cordoue - Almendralejo                 | 224      | Mariano Piccoli            | Alex Zülle                   |
| 11e | 16 sept. | Almendralejo - Plasencia               | 194      | Ján Svorada                | Alex Zülle                   |
| 12e | 18 sept. | León - Alto del Morredero              | 147      | Roberto Heras              | Alex Zülle                   |
| 13e | 19 sept. | Ponferrada - Valgrande-Pajares         | 196      | Pavel Tonkov               | Alex Zülle                   |
| 14e | 20 sept. | Oviedo - Alto del Naranco              | 169      | José Vicente García Acosta | Alex Zülle                   |
| 15e | 21 sept. | Oviedo - Lacs de Covadonga             | 160      | Pavel Tonkov               | Alex Zülle                   |
| 16e | 22 sept. | Cangas de Onís - Santander             | 170      | Ján Svorada                | Alex Zülle                   |
| 17e | 23 sept. | Santander - Burgos                     | 183      | Ján Svorada                | Alex Zülle                   |
| 18e | 24 sept. | Burgos - Valladolid                    | 184      | Léon van Bon               | Alex Zülle                   |
| 19e | 25 sept. | Valladolid - Los Ángeles de San Rafael | 193      | José María Jiménez         | Alex Zülle                   |
| 20e | 26 sept. | Los Ángeles de San Rafael - Ávila      | 199      | Laurent Jalabert           | Alex Zülle                   |
| 21e | 27 sept. | Alcobendas                             | 43 (CLM) | Alex Zülle                 | Alex Zülle                   |
| 22e | 28 sept. | Madrid                                 | 154      | Max van Heeswijk           | Alex Zülle                   |

## Classements

### Classement général
| \| Classement général \| Classement général \| Classement général \| Classement général \| Classement général \| \| Coureur \| Coureur \| Pays \| Équipe \| Temps \| \| ------------------ \| ------------------------ \| ------------------ \| ---------------------------- \| ------------------ \| \| 1er \| Alex Zülle \| Suisse \| ONCE \| 91 h 15 min 55 s \| \| 2e \| Fernando Escartín \| Espagne \| Kelme-Costa Blanca-Eurosport \| + 5 min 07 s \| \| 3e \| Laurent Dufaux \| Suisse \| Festina-Lotus \| + 6 min 11 s \| \| 4e \| Enrico Zaina \| Italie \| Asics-CGA \| + 7 min 24 s \| \| 5e \| Roberto Heras \| Espagne \| Kelme-Costa Blanca-Eurosport \| + 8 min 04 s \| \| 6e \| Daniel Clavero \| Espagne \| Estepona - Cafés Toscaf \| + 10 min 02 s \| \| 7e \| Laurent Jalabert \| France \| ONCE \| + 10 min 03 s \| \| 8e \| Marcos Serrano \| Espagne \| Kelme-Costa Blanca-Eurosport \| + 10 min 40 s \| \| 9e \| Gianni Faresin \| Italie \| Mapei-GB \| + 13 min 53 s \| \| 10e \| Yvon Ledanois \| France \| Gan \| + 15 min 40 s \| \| 11e \| Claudio Chiappucci \| Italie \| Asics-CGA \| + 16 min 22 s \| \| 12e \| Philippe Bordenave \| France \| Casino, c'est votre équipe \| + 18 min 21 s \| \| 13e \| Félix García Casas \| Espagne \| Festina-Lotus \| + 18 min 47 s \| \| 14e \| José Manuel Uría \| Espagne \| Estepona - Cafés Toscaf \| + 19 min 42 s \| \| 15e \| Carlos Alberto Contreras \| Colombie \| Telecom-Flavia \| + 20 min 46 s \| \| 16e \| Marco Serpellini \| Italie \| Brescialat-Oyster \| + 22 min 11 s \| \| 17e \| Paolo Lanfranchi \| Italie \| Mapei-GB \| + 30 min 35 s \| \| 18e \| Juan Carlos Domínguez \| Espagne \| Kelme-Costa Blanca-Eurosport \| + 31 min 23 s \| \| 19e \| Laurent Brochard \| France \| Festina-Lotus \| + 31 min 51 s \| \| 20e \| Rodolfo Massi \| Italie \| Casino, c'est votre équipe \| + 31 min 59 s \| \| 21e \| José María Jiménez \| Espagne \| Banesto \| + 34 min 08 s \| \| 22e \| Melchor Mauri \| Espagne \| ONCE \| + 35 min 42 s \| \| 23e \| Francisque Teyssier \| France \| Gan \| + 36 min 06 s \| \| 24e \| Sergueï Ivanov \| Russie \| TVM-Farm Frites \| + 37 min 59 s \| \| 25e \| Fabian Jeker \| Suisse \| Festina-Lotus \| + 38 min 03 s \| |                          |          |                              |                  |
| |                          |          |                              |                  |
| Source : ProCyclingStats |                          |          |                              |                  |
| Classement général |                          |          |                              |                  |
| Coureur | Coureur                  | Pays     | Équipe                       | Temps            |
| 1er | Alex Zülle               | Suisse   | ONCE                         | 91 h 15 min 55 s |
| 2e | Fernando Escartín        | Espagne  | Kelme-Costa Blanca-Eurosport | + 5 min 07 s     |
| 3e | Laurent Dufaux           | Suisse   | Festina-Lotus                | + 6 min 11 s     |
| 4e | Enrico Zaina             | Italie   | Asics-CGA                    | + 7 min 24 s     |
| 5e | Roberto Heras            | Espagne  | Kelme-Costa Blanca-Eurosport | + 8 min 04 s     |
| 6e | Daniel Clavero           | Espagne  | Estepona - Cafés Toscaf      | + 10 min 02 s    |
| 7e | Laurent Jalabert         | France   | ONCE                         | + 10 min 03 s    |
| 8e | Marcos Serrano           | Espagne  | Kelme-Costa Blanca-Eurosport | + 10 min 40 s    |
| 9e | Gianni Faresin           | Italie   | Mapei-GB                     | + 13 min 53 s    |
| 10e | Yvon Ledanois            | France   | Gan                          | + 15 min 40 s    |
| 11e | Claudio Chiappucci       | Italie   | Asics-CGA                    | + 16 min 22 s    |
| 12e | Philippe Bordenave       | France   | Casino, c'est votre équipe   | + 18 min 21 s    |
| 13e | Félix García Casas       | Espagne  | Festina-Lotus                | + 18 min 47 s    |
| 14e | José Manuel Uría         | Espagne  | Estepona - Cafés Toscaf      | + 19 min 42 s    |
| 15e | Carlos Alberto Contreras | Colombie | Telecom-Flavia               | + 20 min 46 s    |
| 16e | Marco Serpellini         | Italie   | Brescialat-Oyster            | + 22 min 11 s    |
| 17e | Paolo Lanfranchi         | Italie   | Mapei-GB                     | + 30 min 35 s    |
| 18e | Juan Carlos Domínguez    | Espagne  | Kelme-Costa Blanca-Eurosport | + 31 min 23 s    |
| 19e | Laurent Brochard         | France   | Festina-Lotus                | + 31 min 51 s    |
| 20e | Rodolfo Massi            | Italie   | Casino, c'est votre équipe   | + 31 min 59 s    |
| 21e | José María Jiménez       | Espagne  | Banesto                      | + 34 min 08 s    |
| 22e | Melchor Mauri            | Espagne  | ONCE                         | + 35 min 42 s    |
| 23e | Francisque Teyssier      | France   | Gan                          | + 36 min 06 s    |
| 24e | Sergueï Ivanov           | Russie   | TVM-Farm Frites              | + 37 min 59 s    |
| 25e | Fabian Jeker             | Suisse   | Festina-Lotus                | + 38 min 03 s    |

### Classements annexes
| Classement par points | Classement par points | Classement par points | Classement par points        | Classement par points |
| Coureur               | Coureur               | Pays                  | Équipe                       | Points                |
| --------------------- | --------------------- | --------------------- | ---------------------------- | --------------------- |
| 1er                   | Laurent Jalabert      | France                | ONCE                         | 206 pts               |
| 2e                    | Ján Svorada           | Tchéquie              | Mapei-GB                     | 161 pts               |
| 3e                    | Marcel Wüst           | Allemagne             | Festina-Lotus                | 139 pts               |
| 4e                    | Alex Zülle            | Suisse                | ONCE                         | 131 pts               |
| 5e                    | Fabrizio Guidi        | Italie                | Scrigno-Gaerne               | 125 pts               |
| 6e                    | José María Jiménez    | Espagne               | Banesto                      | 107 pts               |
| 7e                    | Laurent Dufaux        | Suisse                | Festina-Lotus                | 98 pts                |
| 8e                    | Mariano Piccoli       | Italie                | Brescialat-Oyster            | 97 pts                |
| 9e                    | Fernando Escartín     | Espagne               | Kelme-Costa Blanca-Eurosport | 89 pts                |
| 10e                   | Lars Michaelsen       | Danemark              | TVM-Farm Frites              | 88 pts                |

| Classement par points | Classement par points | Classement par points | Classement par points        | Classement par points |
| Coureur               | Coureur               | Pays                  | Équipe                       | Points                |
| --------------------- | --------------------- | --------------------- | ---------------------------- | --------------------- |
| 1er                   | Laurent Jalabert      | France                | ONCE                         | 206 pts               |
| 2e                    | Ján Svorada           | Tchéquie              | Mapei-GB                     | 161 pts               |
| 3e                    | Marcel Wüst           | Allemagne             | Festina-Lotus                | 139 pts               |
| 4e                    | Alex Zülle            | Suisse                | ONCE                         | 131 pts               |
| 5e                    | Fabrizio Guidi        | Italie                | Scrigno-Gaerne               | 125 pts               |
| 6e                    | José María Jiménez    | Espagne               | Banesto                      | 107 pts               |
| 7e                    | Laurent Dufaux        | Suisse                | Festina-Lotus                | 98 pts                |
| 8e                    | Mariano Piccoli       | Italie                | Brescialat-Oyster            | 97 pts                |
| 9e                    | Fernando Escartín     | Espagne               | Kelme-Costa Blanca-Eurosport | 89 pts                |
| 10e                   | Lars Michaelsen       | Danemark              | TVM-Farm Frites              | 88 pts                |

| Classement de la montagne | Classement de la montagne  | Classement de la montagne | Classement de la montagne    | Classement de la montagne |
| Coureur                   | Coureur                    | Pays                      | Équipe                       | Points                    |
| ------------------------- | -------------------------- | ------------------------- | ---------------------------- | ------------------------- |
| 1er                       | José María Jiménez         | Espagne                   | Banesto                      | 153 pts                   |
| 2e                        | Alex Zülle                 | Suisse                    | ONCE                         | 94 pts                    |
| 3e                        | Laurent Jalabert           | France                    | ONCE                         | 89 pts                    |
| 4e                        | Francisco Cerezo           | Espagne                   | Estepona - Cafés Toscaf      | 74 pts                    |
| 5e                        | Laurent Dufaux             | Suisse                    | Festina-Lotus                | 72 pts                    |
| 6e                        | Fernando Escartín          | Espagne                   | Kelme-Costa Blanca-Eurosport | 61 pts                    |
| 7e                        | Yvon Ledanois              | France                    | Gan                          | 55 pts                    |
| 8e                        | José Vicente García Acosta | Espagne                   | Banesto                      | 46 pts                    |
| 9e                        | Pascal Richard             | Suisse                    | Casino, c'est votre équipe   | 46 pts                    |
| 10e                       | Roberto Heras              | Espagne                   | Kelme-Costa Blanca-Eurosport | 45 pts                    |

| Classement de la montagne | Classement de la montagne  | Classement de la montagne | Classement de la montagne    | Classement de la montagne |
| Coureur                   | Coureur                    | Pays                      | Équipe                       | Points                    |
| ------------------------- | -------------------------- | ------------------------- | ---------------------------- | ------------------------- |
| 1er                       | José María Jiménez         | Espagne                   | Banesto                      | 153 pts                   |
| 2e                        | Alex Zülle                 | Suisse                    | ONCE                         | 94 pts                    |
| 3e                        | Laurent Jalabert           | France                    | ONCE                         | 89 pts                    |
| 4e                        | Francisco Cerezo           | Espagne                   | Estepona - Cafés Toscaf      | 74 pts                    |
| 5e                        | Laurent Dufaux             | Suisse                    | Festina-Lotus                | 72 pts                    |
| 6e                        | Fernando Escartín          | Espagne                   | Kelme-Costa Blanca-Eurosport | 61 pts                    |
| 7e                        | Yvon Ledanois              | France                    | Gan                          | 55 pts                    |
| 8e                        | José Vicente García Acosta | Espagne                   | Banesto                      | 46 pts                    |
| 9e                        | Pascal Richard             | Suisse                    | Casino, c'est votre équipe   | 46 pts                    |
| 10e                       | Roberto Heras              | Espagne                   | Kelme-Costa Blanca-Eurosport | 45 pts                    |

| Classement par équipes | Classement par équipes       | Classement par équipes | Classement par équipes |
| Équipe                 | Équipe                       | Pays                   | Temps                  |
| ---------------------- | ---------------------------- | ---------------------- | ---------------------- |
| 1re                    | Kelme-Costa Blanca-Eurosport | Espagne                | 274 h 07 min 56 s      |
| 2e                     | ONCE                         | Espagne                | + 12 min 33 s          |
| 3e                     | Festina-Lotus                | France                 | + 18 min 37 s          |
| 4e                     | Banesto                      | Espagne                | + 29 min 44 s          |
| 5e                     | Estepona - Cafés Toscaf      | Espagne                | + 38 min 35 s          |
| 6e                     | Asics-CGA                    | Italie                 | + 1 h 04 min 15 s      |
| 7e                     | Casino, c'est votre équipe   | France                 | + 1 h 07 min 15 s      |
| 8e                     | Telecom-Flavia               | Colombie               | + 1 h 15 min 13 s      |
| 9e                     | Mapei-GB                     | Italie                 | + 1 h 18 min 02 s      |
| 10e                    | Euskadi                      | Espagne                | + 1 h 22 min 32 s      |

| Classement par équipes | Classement par équipes       | Classement par équipes | Classement par équipes |
| Équipe                 | Équipe                       | Pays                   | Temps                  |
| ---------------------- | ---------------------------- | ---------------------- | ---------------------- |
| 1re                    | Kelme-Costa Blanca-Eurosport | Espagne                | 274 h 07 min 56 s      |
| 2e                     | ONCE                         | Espagne                | + 12 min 33 s          |
| 3e                     | Festina-Lotus                | France                 | + 18 min 37 s          |
| 4e                     | Banesto                      | Espagne                | + 29 min 44 s          |
| 5e                     | Estepona - Cafés Toscaf      | Espagne                | + 38 min 35 s          |
| 6e                     | Asics-CGA                    | Italie                 | + 1 h 04 min 15 s      |
| 7e                     | Casino, c'est votre équipe   | France                 | + 1 h 07 min 15 s      |
| 8e                     | Telecom-Flavia               | Colombie               | + 1 h 15 min 13 s      |
| 9e                     | Mapei-GB                     | Italie                 | + 1 h 18 min 02 s      |
| 10e                    | Euskadi                      | Espagne                | + 1 h 22 min 32 s      |

| Classement des sprints | Classement des sprints     | Classement des sprints | Classement des sprints     | Classement des sprints |
| Coureur                | Coureur                    | Pays                   | Équipe                     | Points                 |
| ---------------------- | -------------------------- | ---------------------- | -------------------------- | ---------------------- |
| 1er                    | Mauro Radaelli             | Italie                 | Aki-Safi                   | 39 pts                 |
| 2e                     | Fabrizio Guidi             | Italie                 | Scrigno-Gaerne             | 33 pts                 |
| 3e                     | Laurent Jalabert           | France                 | ONCE                       | 26 pts                 |
| 4e                     | Jacky Durand               | France                 | Casino, c'est votre équipe | 25 pts                 |
| 5e                     | Angelo Canzonieri          | Italie                 | Saeco-Estro                | 19 pts                 |
| 6e                     | Juan Carlos Vicario        | Espagne                | Estepona - Cafés Toscaf    | 15 pts                 |
| 7e                     | Lars Michaelsen            | Danemark               | TVM-Farm Frites            | 13 pts                 |
| 8e                     | Mariano Piccoli            | Italie                 | Brescialat-Oyster          | 12 pts                 |
| 9e                     | Gérard Rué                 | France                 | Gan                        | 9 pts                  |
| 10e                    | José Vicente García Acosta | Espagne                | Banesto                    | 8 pts                  |

| Classement des sprints | Classement des sprints     | Classement des sprints | Classement des sprints     | Classement des sprints |
| Coureur                | Coureur                    | Pays                   | Équipe                     | Points                 |
| ---------------------- | -------------------------- | ---------------------- | -------------------------- | ---------------------- |
| 1er                    | Mauro Radaelli             | Italie                 | Aki-Safi                   | 39 pts                 |
| 2e                     | Fabrizio Guidi             | Italie                 | Scrigno-Gaerne             | 33 pts                 |
| 3e                     | Laurent Jalabert           | France                 | ONCE                       | 26 pts                 |
| 4e                     | Jacky Durand               | France                 | Casino, c'est votre équipe | 25 pts                 |
| 5e                     | Angelo Canzonieri          | Italie                 | Saeco-Estro                | 19 pts                 |
| 6e                     | Juan Carlos Vicario        | Espagne                | Estepona - Cafés Toscaf    | 15 pts                 |
| 7e                     | Lars Michaelsen            | Danemark               | TVM-Farm Frites            | 13 pts                 |
| 8e                     | Mariano Piccoli            | Italie                 | Brescialat-Oyster          | 12 pts                 |
| 9e                     | Gérard Rué                 | France                 | Gan                        | 9 pts                  |
| 10e                    | José Vicente García Acosta | Espagne                | Banesto                    | 8 pts                  |

## Liste des partants
| ONCE ONC | ONCE ONC                       | ONCE ONC |
| -------- | ------------------------------ | -------- |
| Num      | Coureur                        | Pos      |
| 1        | Alex Zülle (SUI)               | 1er      |
| 2        | Íñigo Cuesta (ESP)             | 60e      |
| 3        | Herminio Díaz Zabala (ESP)     | 68e      |
| 4        | Aitor Garmendia (ESP)          | 121e     |
| 5        | Laurent Jalabert (FRA)         | 7e       |
| 6        | Alberto Leanizbarrutia (ESP)   | 37e      |
| 7        | Francisco Javier Mauleón (ESP) | 67e      |
| 8        | Melchor Mauri (ESP)            | 22e      |
| 9        | Mikel Zarrabeitia (ESP)        | 40e      |

| Aki-Safi ___ | Aki-Safi ___            | Aki-Safi ___ |
| ------------ | ----------------------- | ------------ |
| Num          | Coureur                 | Pos          |
| 11           | Serhiy Honchar (UKR)    | 56e          |
| 12           | Oscar Dalla Costa (ITA) | 114e         |
| 13           | Gianluca Gorini (ITA)   | 66e          |
| 14           | Endrio Leoni (ITA)      | AB-7         |
| 15           | Nicola Miceli (ITA)     | AB-15        |
| 16           | Luca Pavanello (ITA)    | AB-7         |
| 17           | Marco Zanotti (ITA)     | AB-7         |
| 18           | Mauro Radaelli (ITA)    | 99e          |
| 19           | Mauro Zanetti (ITA)     | 104e         |

| Asics-CGA ___ | Asics-CGA ___            | Asics-CGA ___ |
| ------------- | ------------------------ | ------------- |
| Num           | Coureur                  | Pos           |
| 21            | Claudio Chiappucci (ITA) | 11e           |
| 22            | Federico Colonna (ITA)   | AB-7          |
| 23            | Diego Ferrari (ITA)      | 101e          |
| 24            | Andrea Noè (ITA)         | 52e           |
| 25            | Fabio Roscioli (ITA)     | 107e          |
| 26            | Samuele Schiavina (ITA)  | 102e          |
| 27            | Alexandr Shefer (KAZ)    | AB-7          |
| 28            | Filippo Simeoni (ITA)    | 69e           |
| 29            | Enrico Zaina (ITA)       | 4e            |

| Banesto BAN | Banesto BAN                      | Banesto BAN |
| ----------- | -------------------------------- | ----------- |
| Num         | Coureur                          | Pos         |
| 31          | Abraham Olano (ESP)              | AB-7        |
| 32          | Marino Alonso (ESP)              | 35e         |
| 33          | Ángel Casero (ESP)               | NP-9        |
| 34          | Armand de Las Cuevas (FRA)       | AB-11       |
| 35          | José Vicente García Acosta (ESP) | 62e         |
| 36          | Prudencio Indurain (ESP)         | 44e         |
| 37          | José María Jiménez (ESP)         | 21e         |
| 38          | Aitor Osa (ESP)                  | 46e         |
| 39          | Orlando Rodrigues (POR)          | AB-7        |

| Brescialat-Oyster ___ | Brescialat-Oyster ___     | Brescialat-Oyster ___ |
| --------------------- | ------------------------- | --------------------- |
| Num                   | Coureur                   | Pos                   |
| 41                    | Wladimir Belli (ITA)      | AB-7                  |
| 42                    | Claudio Camin (ITA)       | 90e                   |
| 43                    | Marco Della Vedova (ITA)  | AB-6                  |
| 44                    | Luca Gelfi (ITA)          | 87e                   |
| 45                    | Marco Milesi (ITA)        | 79e                   |
| 46                    | Mariano Piccoli (ITA)     | 48e                   |
| 47                    | Giancarlo Raimondi (ITA)  | AB-17                 |
| 48                    | Marco Serpellini (ITA)    | 16e                   |
| 49                    | Roberto Sgambelluri (ITA) | AB-20                 |

| Cantina Tollo-Carrier-Starplast CTA | Cantina Tollo-Carrier-Starplast CTA | Cantina Tollo-Carrier-Starplast CTA |
| ----------------------------------- | ----------------------------------- | ----------------------------------- |
| Num                                 | Coureur                             | Pos                                 |
| 51                                  | Massimiliano Gentili (ITA)          | 29e                                 |
| 52                                  | Stefano Cembali (ITA)               | 125e                                |
| 53                                  | Stefano Dante (ITA)                 | AB-7                                |
| 54                                  | Marco Antonio Di Renzo (ITA)        | AB-11                               |
| 55                                  | Andrea Dolci (ITA)                  | AB-6                                |
| 56                                  | Martin Hvastija (SLO)               | 110e                                |
| 57                                  | Nicola Ramacciotti (ITA)            | 117e                                |
| 58                                  | Andrea Paluan (ITA)                 | 100e                                |
| 59                                  | Maurizio Frizzo (ITA)               | 122e                                |

| Casino, c'est votre équipe ___ | Casino, c'est votre équipe ___ | Casino, c'est votre équipe ___ |
| ------------------------------ | ------------------------------ | ------------------------------ |
| Num                            | Coureur                        | Pos                            |
| 61                             | Pascal Richard (SUI)           | 34e                            |
| 62                             | Stéphane Barthe (FRA)          | AB-8                           |
| 63                             | Frédéric Bessy (FRA)           | 70e                            |
| 64                             | Philippe Bordenave (FRA)       | 12e                            |
| 65                             | Jacky Durand (FRA)             | 116e                           |
| 66                             | Fabrice Gougot (FRA)           | AB-5                           |
| 67                             | Pascal Chanteur (FRA)          | AB-6                           |
| 68                             | Rodolfo Massi (ITA)            | 20e                            |
| 69                             | Frédéric Pontier (FRA)         | AB-12                          |

| Cofidis-Le Crédit par Téléphone COF | Cofidis-Le Crédit par Téléphone COF | Cofidis-Le Crédit par Téléphone COF |
| ----------------------------------- | ----------------------------------- | ----------------------------------- |
| Num                                 | Coureur                             | Pos                                 |
| 71                                  | Tony Rominger (SUI)                 | 38e                                 |
| 72                                  | Frankie Andreu (USA)                | AB-4                                |
| 73                                  | Laurent Desbiens (FRA)              | AB-5                                |
| 74                                  | Maurizio Fondriest (ITA)            | 49e                                 |
| 75                                  | Philippe Gaumont (FRA)              | AB-7                                |
| 76                                  | Francis Moreau (FRA)                | 91e                                 |
| 77                                  | David Plaza (ESP)                   | 36e                                 |
| 78                                  | Christophe Rinero (FRA)             | AB-5                                |
| 79                                  | Bruno Thibout (FRA)                 | 30e                                 |

| Estepona - Cafés Toscaf ___ | Estepona - Cafés Toscaf ___ | Estepona - Cafés Toscaf ___ |
| --------------------------- | --------------------------- | --------------------------- |
| Num                         | Coureur                     | Pos                         |
| 81                          | Daniel Clavero (ESP)        | 6e                          |
| 82                          | Eleuterio Anguita (ESP)     | NP-11                       |
| 83                          | Francisco Cerezo (ESP)      | 32e                         |
| 84                          | Andrei Zintchenko (RUS)     | 119e                        |
| 85                          | Claus Michael Møller (DEN)  | AB-13                       |
| 86                          | Victor Moratilla (ESP)      | 74e                         |
| 87                          | Serguei Smetanine (RUS)     | AB-5                        |
| 88                          | José Manuel Uría (ESP)      | 14e                         |
| 89                          | Juan Carlos Vicario (ESP)   | 80e                         |

| Euskadi EUS | Euskadi EUS                       | Euskadi EUS |
| ----------- | --------------------------------- | ----------- |
| Num         | Coureur                           | Pos         |
| 91          | César Solaun (ESP)                | AB-13       |
| 92          | Iñaki Aiarzaguena (ESP)           | 31e         |
| 93          | Ibon Ajuria (ESP)                 | 27e         |
| 94          | David García Marquina (ESP)       | 63e         |
| 95          | Iñigo González de Heredia (ESP)   | AB-7        |
| 96          | Álvaro González de Galdeano (ESP) | AB-5        |
| 97          | Igor González de Galdeano (ESP)   | 42e         |
| 98          | Roberto Laiseka (ESP)             | 54e         |
| 99          | Óscar López Uriarte (ESP)         | 50e         |

| Gan C.A | Gan C.A                   | Gan C.A |
| ------- | ------------------------- | ------- |
| Num     | Coureur                   | Pos     |
| 101     | Chris Boardman (GBR)      | AB-7    |
| 102     | Emmanuel Hubert (FRA)     | AB-7    |
| 103     | Yvon Ledanois (FRA)       | 10e     |
| 104     | Frédéric Moncassin (FRA)  | AB-5    |
| 105     | Eros Poli (ITA)           | AB-5    |
| 106     | Gérard Rué (FRA)          | 88e     |
| 107     | François Simon (FRA)      | AB-5    |
| 108     | Francisque Teyssier (FRA) | 23e     |
| 109     | Cédric Vasseur (FRA)      | 45e     |

| Kelme-Costa Blanca-Eurosport KEL | Kelme-Costa Blanca-Eurosport KEL | Kelme-Costa Blanca-Eurosport KEL |
| -------------------------------- | -------------------------------- | -------------------------------- |
| Num                              | Coureur                          | Pos                              |
| 111                              | Fernando Escartín (ESP)          | 2e                               |
| 112                              | Santiago Botero (COL)            | 98e                              |
| 113                              | Juan Carlos Domínguez (ESP)      | 18e                              |
| 114                              | Ángel Edo (ESP)                  | AB-17                            |
| 115                              | Arsenio González (ESP)           | 47e                              |
| 116                              | Roberto Heras (ESP)              | 5e                               |
| 117                              | José Luis Rodríguez García (ESP) | 58e                              |
| 118                              | Santos González (ESP)            | AB-7                             |
| 119                              | Marcos Serrano (ESP)             | 8e                               |

| Festina-Lotus FES | Festina-Lotus FES        | Festina-Lotus FES |
| ----------------- | ------------------------ | ----------------- |
| Num               | Coureur                  | Pos               |
| 121               | Laurent Dufaux (SUI)     | 3e                |
| 122               | Laurent Brochard (FRA)   | 19e               |
| 123               | Félix García Casas (ESP) | 13e               |
| 124               | Pascal Hervé (FRA)       | 43e               |
| 125               | Fabian Jeker (SUI)       | 25e               |
| 126               | Valerio Tebaldi (ITA)    | 85e               |
| 127               | Didier Rous (FRA)        | AB-13             |
| 128               | Neil Stephens (AUS)      | 55e               |
| 129               | Marcel Wüst (GER)        | 109e              |

| Maia-CIN ___ | Maia-CIN ___                  | Maia-CIN ___ |
| ------------ | ----------------------------- | ------------ |
| Num          | Coureur                       | Pos          |
| 131          | Cândido Barbosa (POR)         | AB-4         |
| 132          | Joaquim Adrego Andrade (POR)  | AB-14        |
| 133          | José Azevedo (POR)            | AB-13        |
| 134          | Paulo Barroso (POR)           | AB-7         |
| 135          | José Luis Sánchez (ESP)       | AB-13        |
| 136          | Paulo Ferreira de Moura (POR) | AB-7         |
| 137          | José Francisco Jarque (ESP)   | AB-13        |
| 138          | Joaquim Sampaio (POR)         | AB-15        |
| 139          | João Pedro Silva (POR)        | NP-15        |

| Mapei-GB MAP | Mapei-GB MAP           | Mapei-GB MAP |
| ------------ | ---------------------- | ------------ |
| Num          | Coureur                | Pos          |
| 141          | Pavel Tonkov (RUS)     | NP-16        |
| 142          | Franco Ballerini (ITA) | 97e          |
| 143          | Davide Bramati (ITA)   | 105e         |
| 144          | Gianni Bugno (ITA)     | 95e          |
| 145          | Gianni Faresin (ITA)   | 9e           |
| 146          | Paolo Lanfranchi (ITA) | 17e          |
| 147          | Daniele Nardello (ITA) | AB-20        |
| 148          | Ján Svorada (CZE)      | 120e         |
| 149          | Stefano Zanini (ITA)   | AB-7         |

| Rabobank RAB | Rabobank RAB             | Rabobank RAB |
| ------------ | ------------------------ | ------------ |
| Num          | Coureur                  | Pos          |
| 151          | Peter Luttenberger (AUT) | AB-13        |
| 152          | Danny Jonasson           | 112e         |
| 153          | Patrick Jonker (AUS)     | 73e          |
| 154          | Jans Koerts (NED)        | AB-7         |
| 155          | Koos Moerenhout (NED)    | 65e          |
| 156          | Danny Nelissen (NED)     | 94e          |
| 157          | Léon van Bon (NED)       | 77e          |
| 158          | Max van Heeswijk (NED)   | 83e          |
| 159          | Aart Vierhouten (NED)    | 89e          |

| Refin-Mobilvetta ___ | Refin-Mobilvetta ___    | Refin-Mobilvetta ___ |
| -------------------- | ----------------------- | -------------------- |
| Num                  | Coureur                 | Pos                  |
| 161                  | Stefano Colagè (ITA)    | 53e                  |
| 162                  | Elio Aggiano (ITA)      | 123e                 |
| 163                  | Gabriele Balducci (ITA) | AB-5                 |
| 164                  | Mauro Bettin (ITA)      | 59e                  |
| 165                  | Marco Lietti (ITA)      | 93e                  |
| 166                  | Leonardo Piepoli (ITA)  | 26e                  |
| 167                  | Sergei Uslamin (RUS)    | 86e                  |
| 168                  | Cristian Salvato (ITA)  | 76e                  |
| 169                  | Jürgen Werner (GER)     | 103e                 |

| Telecom-Flavia ___ | Telecom-Flavia ___             | Telecom-Flavia ___ |
| ------------------ | ------------------------------ | ------------------ |
| Num                | Coureur                        | Pos                |
| 171                | José Castelblanco (COL)        | 41e                |
| 172                | Julio César Aguirre (COL)      | 28e                |
| 173                | Carlos Alberto Contreras (COL) | 15e                |
| 174                | Jairo Hernández (COL)          | 51e                |
| 175                | Carlos Osorio (COL)            | 82e                |
| 176                | Federico Muñoz (COL)           | 39e                |
| 177                | Héctor Iván Palacio (COL)      | AB-17              |
| 178                | Juan Diego Ramírez (COL)       | 75e                |
| 179                | Efraím Rico (COL)              | 57e                |

| TVM-Farm Frites ___ | TVM-Farm Frites ___      | TVM-Farm Frites ___ |
| ------------------- | ------------------------ | ------------------- |
| Num                 | Coureur                  | Pos                 |
| 181                 | Michael Andersson (SWE)  | AB-7                |
| 182                 | Stéphane Pétilleau (FRA) | AB-20               |
| 183                 | Servais Knaven (NED)     | NP-18               |
| 184                 | Bo Hamburger (DEN)       | 33e                 |
| 185                 | Sergueï Ivanov (RUS)     | 24e                 |
| 186                 | Lars Michaelsen (DEN)    | 71e                 |
| 187                 | Bart Voskamp (NED)       | 96e                 |
| 188                 | Jesper Skibby (DEN)      | AB-5                |
| 189                 | Tristan Hoffman (NED)    | AB-7                |

| Saeco-Estro SAE | Saeco-Estro SAE           | Saeco-Estro SAE |
| --------------- | ------------------------- | --------------- |
| Num             | Coureur                   | Pos             |
| 191             | Mario Cipollini (ITA)     | NP-2            |
| 192             | Giuseppe Calcaterra (ITA) | 115e            |
| 193             | Angelo Canzonieri (ITA)   | 92e             |
| 194             | Alessio Di Basco (ITA)    | 81e             |
| 195             | Giorgio Furlan (ITA)      | 78e             |
| 196             | Eddy Mazzoleni (ITA)      | NP-2            |
| 197             | Roberto Petito (ITA)      | AB-7            |
| 198             | Ginés Salmerón (ESP)      | AB-12           |
| 199             | Mario Scirea (ITA)        | 113e            |

| Scrigno-Gaerne SCR | Scrigno-Gaerne SCR        | Scrigno-Gaerne SCR |
| ------------------ | ------------------------- | ------------------ |
| Num                | Coureur                   | Pos                |
| 201                | Fabrizio Guidi (ITA)      | 84e                |
| 202                | Massimo Apollonio (ITA)   | 106e               |
| 203                | Davide Casarotto (ITA)    | 108e               |
| 204                | Biagio Conte (ITA)        | 118e               |
| 205                | Alessandro Petacchi (ITA) | HD-5               |
| 206                | Dario Pieri (ITA)         | NP-21              |
| 207                | Mirko Rossato (ITA)       | AB-7               |
| 208                | Amilcare Tronca (ITA)     | 61e                |
| 209                | Andrea Vatteroni (ITA)    | AB-17              |

| US Postal Service USP | US Postal Service USP       | US Postal Service USP |
| --------------------- | --------------------------- | --------------------- |
| Num                   | Coureur                     | Pos                   |
| 211                   | Viatcheslav Ekimov (RUS)    | 64e                   |
| 212                   | Darren Baker (USA)          | 72e                   |
| 213                   | Anton Villatoro (USA)       | AB-7                  |
| 214                   | Eddy Gragus (USA)           | HD-12                 |
| 215                   | Remigius Lupeikis (LTU)     | 124e                  |
| 216                   | Scott Mercier (USA)         | AB-7                  |
| 217                   | Peter Meinert-Nielsen (DEN) | AB-7                  |
| 218                   | Jean-Cyril Robin (FRA)      | AB-4                  |
| 219                   | Sven Teutenberg (GER)       | 111e                  |

| ONCE ONC | ONCE ONC                       | ONCE ONC |
| -------- | ------------------------------ | -------- |
| Num      | Coureur                        | Pos      |
| 1        | Alex Zülle (SUI)               | 1er      |
| 2        | Íñigo Cuesta (ESP)             | 60e      |
| 3        | Herminio Díaz Zabala (ESP)     | 68e      |
| 4        | Aitor Garmendia (ESP)          | 121e     |
| 5        | Laurent Jalabert (FRA)         | 7e       |
| 6        | Alberto Leanizbarrutia (ESP)   | 37e      |
| 7        | Francisco Javier Mauleón (ESP) | 67e      |
| 8        | Melchor Mauri (ESP)            | 22e      |
| 9        | Mikel Zarrabeitia (ESP)        | 40e      |

| Aki-Safi ___ | Aki-Safi ___            | Aki-Safi ___ |
| ------------ | ----------------------- | ------------ |
| Num          | Coureur                 | Pos          |
| 11           | Serhiy Honchar (UKR)    | 56e          |
| 12           | Oscar Dalla Costa (ITA) | 114e         |
| 13           | Gianluca Gorini (ITA)   | 66e          |
| 14           | Endrio Leoni (ITA)      | AB-7         |
| 15           | Nicola Miceli (ITA)     | AB-15        |
| 16           | Luca Pavanello (ITA)    | AB-7         |
| 17           | Marco Zanotti (ITA)     | AB-7         |
| 18           | Mauro Radaelli (ITA)    | 99e          |
| 19           | Mauro Zanetti (ITA)     | 104e         |

| Asics-CGA ___ | Asics-CGA ___            | Asics-CGA ___ |
| ------------- | ------------------------ | ------------- |
| Num           | Coureur                  | Pos           |
| 21            | Claudio Chiappucci (ITA) | 11e           |
| 22            | Federico Colonna (ITA)   | AB-7          |
| 23            | Diego Ferrari (ITA)      | 101e          |
| 24            | Andrea Noè (ITA)         | 52e           |
| 25            | Fabio Roscioli (ITA)     | 107e          |
| 26            | Samuele Schiavina (ITA)  | 102e          |
| 27            | Alexandr Shefer (KAZ)    | AB-7          |
| 28            | Filippo Simeoni (ITA)    | 69e           |
| 29            | Enrico Zaina (ITA)       | 4e            |

| Banesto BAN | Banesto BAN                      | Banesto BAN |
| ----------- | -------------------------------- | ----------- |
| Num         | Coureur                          | Pos         |
| 31          | Abraham Olano (ESP)              | AB-7        |
| 32          | Marino Alonso (ESP)              | 35e         |
| 33          | Ángel Casero (ESP)               | NP-9        |
| 34          | Armand de Las Cuevas (FRA)       | AB-11       |
| 35          | José Vicente García Acosta (ESP) | 62e         |
| 36          | Prudencio Indurain (ESP)         | 44e         |
| 37          | José María Jiménez (ESP)         | 21e         |
| 38          | Aitor Osa (ESP)                  | 46e         |
| 39          | Orlando Rodrigues (POR)          | AB-7        |

| Brescialat-Oyster ___ | Brescialat-Oyster ___     | Brescialat-Oyster ___ |
| --------------------- | ------------------------- | --------------------- |
| Num                   | Coureur                   | Pos                   |
| 41                    | Wladimir Belli (ITA)      | AB-7                  |
| 42                    | Claudio Camin (ITA)       | 90e                   |
| 43                    | Marco Della Vedova (ITA)  | AB-6                  |
| 44                    | Luca Gelfi (ITA)          | 87e                   |
| 45                    | Marco Milesi (ITA)        | 79e                   |
| 46                    | Mariano Piccoli (ITA)     | 48e                   |
| 47                    | Giancarlo Raimondi (ITA)  | AB-17                 |
| 48                    | Marco Serpellini (ITA)    | 16e                   |
| 49                    | Roberto Sgambelluri (ITA) | AB-20                 |

| Cantina Tollo-Carrier-Starplast CTA | Cantina Tollo-Carrier-Starplast CTA | Cantina Tollo-Carrier-Starplast CTA |
| ----------------------------------- | ----------------------------------- | ----------------------------------- |
| Num                                 | Coureur                             | Pos                                 |
| 51                                  | Massimiliano Gentili (ITA)          | 29e                                 |
| 52                                  | Stefano Cembali (ITA)               | 125e                                |
| 53                                  | Stefano Dante (ITA)                 | AB-7                                |
| 54                                  | Marco Antonio Di Renzo (ITA)        | AB-11                               |
| 55                                  | Andrea Dolci (ITA)                  | AB-6                                |
| 56                                  | Martin Hvastija (SLO)               | 110e                                |
| 57                                  | Nicola Ramacciotti (ITA)            | 117e                                |
| 58                                  | Andrea Paluan (ITA)                 | 100e                                |
| 59                                  | Maurizio Frizzo (ITA)               | 122e                                |

| Casino, c'est votre équipe ___ | Casino, c'est votre équipe ___ | Casino, c'est votre équipe ___ |
| ------------------------------ | ------------------------------ | ------------------------------ |
| Num                            | Coureur                        | Pos                            |
| 61                             | Pascal Richard (SUI)           | 34e                            |
| 62                             | Stéphane Barthe (FRA)          | AB-8                           |
| 63                             | Frédéric Bessy (FRA)           | 70e                            |
| 64                             | Philippe Bordenave (FRA)       | 12e                            |
| 65                             | Jacky Durand (FRA)             | 116e                           |
| 66                             | Fabrice Gougot (FRA)           | AB-5                           |
| 67                             | Pascal Chanteur (FRA)          | AB-6                           |
| 68                             | Rodolfo Massi (ITA)            | 20e                            |
| 69                             | Frédéric Pontier (FRA)         | AB-12                          |

| Cofidis-Le Crédit par Téléphone COF | Cofidis-Le Crédit par Téléphone COF | Cofidis-Le Crédit par Téléphone COF |
| ----------------------------------- | ----------------------------------- | ----------------------------------- |
| Num                                 | Coureur                             | Pos                                 |
| 71                                  | Tony Rominger (SUI)                 | 38e                                 |
| 72                                  | Frankie Andreu (USA)                | AB-4                                |
| 73                                  | Laurent Desbiens (FRA)              | AB-5                                |
| 74                                  | Maurizio Fondriest (ITA)            | 49e                                 |
| 75                                  | Philippe Gaumont (FRA)              | AB-7                                |
| 76                                  | Francis Moreau (FRA)                | 91e                                 |
| 77                                  | David Plaza (ESP)                   | 36e                                 |
| 78                                  | Christophe Rinero (FRA)             | AB-5                                |
| 79                                  | Bruno Thibout (FRA)                 | 30e                                 |

| Estepona - Cafés Toscaf ___ | Estepona - Cafés Toscaf ___ | Estepona - Cafés Toscaf ___ |
| --------------------------- | --------------------------- | --------------------------- |
| Num                         | Coureur                     | Pos                         |
| 81                          | Daniel Clavero (ESP)        | 6e                          |
| 82                          | Eleuterio Anguita (ESP)     | NP-11                       |
| 83                          | Francisco Cerezo (ESP)      | 32e                         |
| 84                          | Andrei Zintchenko (RUS)     | 119e                        |
| 85                          | Claus Michael Møller (DEN)  | AB-13                       |
| 86                          | Victor Moratilla (ESP)      | 74e                         |
| 87                          | Serguei Smetanine (RUS)     | AB-5                        |
| 88                          | José Manuel Uría (ESP)      | 14e                         |
| 89                          | Juan Carlos Vicario (ESP)   | 80e                         |

| Euskadi EUS | Euskadi EUS                       | Euskadi EUS |
| ----------- | --------------------------------- | ----------- |
| Num         | Coureur                           | Pos         |
| 91          | César Solaun (ESP)                | AB-13       |
| 92          | Iñaki Aiarzaguena (ESP)           | 31e         |
| 93          | Ibon Ajuria (ESP)                 | 27e         |
| 94          | David García Marquina (ESP)       | 63e         |
| 95          | Iñigo González de Heredia (ESP)   | AB-7        |
| 96          | Álvaro González de Galdeano (ESP) | AB-5        |
| 97          | Igor González de Galdeano (ESP)   | 42e         |
| 98          | Roberto Laiseka (ESP)             | 54e         |
| 99          | Óscar López Uriarte (ESP)         | 50e         |

| Gan C.A | Gan C.A                   | Gan C.A |
| ------- | ------------------------- | ------- |
| Num     | Coureur                   | Pos     |
| 101     | Chris Boardman (GBR)      | AB-7    |
| 102     | Emmanuel Hubert (FRA)     | AB-7    |
| 103     | Yvon Ledanois (FRA)       | 10e     |
| 104     | Frédéric Moncassin (FRA)  | AB-5    |
| 105     | Eros Poli (ITA)           | AB-5    |
| 106     | Gérard Rué (FRA)          | 88e     |
| 107     | François Simon (FRA)      | AB-5    |
| 108     | Francisque Teyssier (FRA) | 23e     |
| 109     | Cédric Vasseur (FRA)      | 45e     |

| Kelme-Costa Blanca-Eurosport KEL | Kelme-Costa Blanca-Eurosport KEL | Kelme-Costa Blanca-Eurosport KEL |
| -------------------------------- | -------------------------------- | -------------------------------- |
| Num                              | Coureur                          | Pos                              |
| 111                              | Fernando Escartín (ESP)          | 2e                               |
| 112                              | Santiago Botero (COL)            | 98e                              |
| 113                              | Juan Carlos Domínguez (ESP)      | 18e                              |
| 114                              | Ángel Edo (ESP)                  | AB-17                            |
| 115                              | Arsenio González (ESP)           | 47e                              |
| 116                              | Roberto Heras (ESP)              | 5e                               |
| 117                              | José Luis Rodríguez García (ESP) | 58e                              |
| 118                              | Santos González (ESP)            | AB-7                             |
| 119                              | Marcos Serrano (ESP)             | 8e                               |

| Festina-Lotus FES | Festina-Lotus FES        | Festina-Lotus FES |
| ----------------- | ------------------------ | ----------------- |
| Num               | Coureur                  | Pos               |
| 121               | Laurent Dufaux (SUI)     | 3e                |
| 122               | Laurent Brochard (FRA)   | 19e               |
| 123               | Félix García Casas (ESP) | 13e               |
| 124               | Pascal Hervé (FRA)       | 43e               |
| 125               | Fabian Jeker (SUI)       | 25e               |
| 126               | Valerio Tebaldi (ITA)    | 85e               |
| 127               | Didier Rous (FRA)        | AB-13             |
| 128               | Neil Stephens (AUS)      | 55e               |
| 129               | Marcel Wüst (GER)        | 109e              |

| Maia-CIN ___ | Maia-CIN ___                  | Maia-CIN ___ |
| ------------ | ----------------------------- | ------------ |
| Num          | Coureur                       | Pos          |
| 131          | Cândido Barbosa (POR)         | AB-4         |
| 132          | Joaquim Adrego Andrade (POR)  | AB-14        |
| 133          | José Azevedo (POR)            | AB-13        |
| 134          | Paulo Barroso (POR)           | AB-7         |
| 135          | José Luis Sánchez (ESP)       | AB-13        |
| 136          | Paulo Ferreira de Moura (POR) | AB-7         |
| 137          | José Francisco Jarque (ESP)   | AB-13        |
| 138          | Joaquim Sampaio (POR)         | AB-15        |
| 139          | João Pedro Silva (POR)        | NP-15        |

| Mapei-GB MAP | Mapei-GB MAP           | Mapei-GB MAP |
| ------------ | ---------------------- | ------------ |
| Num          | Coureur                | Pos          |
| 141          | Pavel Tonkov (RUS)     | NP-16        |
| 142          | Franco Ballerini (ITA) | 97e          |
| 143          | Davide Bramati (ITA)   | 105e         |
| 144          | Gianni Bugno (ITA)     | 95e          |
| 145          | Gianni Faresin (ITA)   | 9e           |
| 146          | Paolo Lanfranchi (ITA) | 17e          |
| 147          | Daniele Nardello (ITA) | AB-20        |
| 148          | Ján Svorada (CZE)      | 120e         |
| 149          | Stefano Zanini (ITA)   | AB-7         |

| Rabobank RAB | Rabobank RAB             | Rabobank RAB |
| ------------ | ------------------------ | ------------ |
| Num          | Coureur                  | Pos          |
| 151          | Peter Luttenberger (AUT) | AB-13        |
| 152          | Danny Jonasson           | 112e         |
| 153          | Patrick Jonker (AUS)     | 73e          |
| 154          | Jans Koerts (NED)        | AB-7         |
| 155          | Koos Moerenhout (NED)    | 65e          |
| 156          | Danny Nelissen (NED)     | 94e          |
| 157          | Léon van Bon (NED)       | 77e          |
| 158          | Max van Heeswijk (NED)   | 83e          |
| 159          | Aart Vierhouten (NED)    | 89e          |

| Refin-Mobilvetta ___ | Refin-Mobilvetta ___    | Refin-Mobilvetta ___ |
| -------------------- | ----------------------- | -------------------- |
| Num                  | Coureur                 | Pos                  |
| 161                  | Stefano Colagè (ITA)    | 53e                  |
| 162                  | Elio Aggiano (ITA)      | 123e                 |
| 163                  | Gabriele Balducci (ITA) | AB-5                 |
| 164                  | Mauro Bettin (ITA)      | 59e                  |
| 165                  | Marco Lietti (ITA)      | 93e                  |
| 166                  | Leonardo Piepoli (ITA)  | 26e                  |
| 167                  | Sergei Uslamin (RUS)    | 86e                  |
| 168                  | Cristian Salvato (ITA)  | 76e                  |
| 169                  | Jürgen Werner (GER)     | 103e                 |

| Telecom-Flavia ___ | Telecom-Flavia ___             | Telecom-Flavia ___ |
| ------------------ | ------------------------------ | ------------------ |
| Num                | Coureur                        | Pos                |
| 171                | José Castelblanco (COL)        | 41e                |
| 172                | Julio César Aguirre (COL)      | 28e                |
| 173                | Carlos Alberto Contreras (COL) | 15e                |
| 174                | Jairo Hernández (COL)          | 51e                |
| 175                | Carlos Osorio (COL)            | 82e                |
| 176                | Federico Muñoz (COL)           | 39e                |
| 177                | Héctor Iván Palacio (COL)      | AB-17              |
| 178                | Juan Diego Ramírez (COL)       | 75e                |
| 179                | Efraím Rico (COL)              | 57e                |

| TVM-Farm Frites ___ | TVM-Farm Frites ___      | TVM-Farm Frites ___ |
| ------------------- | ------------------------ | ------------------- |
| Num                 | Coureur                  | Pos                 |
| 181                 | Michael Andersson (SWE)  | AB-7                |
| 182                 | Stéphane Pétilleau (FRA) | AB-20               |
| 183                 | Servais Knaven (NED)     | NP-18               |
| 184                 | Bo Hamburger (DEN)       | 33e                 |
| 185                 | Sergueï Ivanov (RUS)     | 24e                 |
| 186                 | Lars Michaelsen (DEN)    | 71e                 |
| 187                 | Bart Voskamp (NED)       | 96e                 |
| 188                 | Jesper Skibby (DEN)      | AB-5                |
| 189                 | Tristan Hoffman (NED)    | AB-7                |

| Saeco-Estro SAE | Saeco-Estro SAE           | Saeco-Estro SAE |
| --------------- | ------------------------- | --------------- |
| Num             | Coureur                   | Pos             |
| 191             | Mario Cipollini (ITA)     | NP-2            |
| 192             | Giuseppe Calcaterra (ITA) | 115e            |
| 193             | Angelo Canzonieri (ITA)   | 92e             |
| 194             | Alessio Di Basco (ITA)    | 81e             |
| 195             | Giorgio Furlan (ITA)      | 78e             |
| 196             | Eddy Mazzoleni (ITA)      | NP-2            |
| 197             | Roberto Petito (ITA)      | AB-7            |
| 198             | Ginés Salmerón (ESP)      | AB-12           |
| 199             | Mario Scirea (ITA)        | 113e            |

| Scrigno-Gaerne SCR | Scrigno-Gaerne SCR        | Scrigno-Gaerne SCR |
| ------------------ | ------------------------- | ------------------ |
| Num                | Coureur                   | Pos                |
| 201                | Fabrizio Guidi (ITA)      | 84e                |
| 202                | Massimo Apollonio (ITA)   | 106e               |
| 203                | Davide Casarotto (ITA)    | 108e               |
| 204                | Biagio Conte (ITA)        | 118e               |
| 205                | Alessandro Petacchi (ITA) | HD-5               |
| 206                | Dario Pieri (ITA)         | NP-21              |
| 207                | Mirko Rossato (ITA)       | AB-7               |
| 208                | Amilcare Tronca (ITA)     | 61e                |
| 209                | Andrea Vatteroni (ITA)    | AB-17              |

| US Postal Service USP | US Postal Service USP       | US Postal Service USP |
| --------------------- | --------------------------- | --------------------- |
| Num                   | Coureur                     | Pos                   |
| 211                   | Viatcheslav Ekimov (RUS)    | 64e                   |
| 212                   | Darren Baker (USA)          | 72e                   |
| 213                   | Anton Villatoro (USA)       | AB-7                  |
| 214                   | Eddy Gragus (USA)           | HD-12                 |
| 215                   | Remigius Lupeikis (LTU)     | 124e                  |
| 216                   | Scott Mercier (USA)         | AB-7                  |
| 217                   | Peter Meinert-Nielsen (DEN) | AB-7                  |
| 218                   | Jean-Cyril Robin (FRA)      | AB-4                  |
| 219                   | Sven Teutenberg (GER)       | 111e                  |